# Dennick Luke
Dennick Luke (Portsmouth, 28 gennaio 2001) è un velocista, mezzofondista e ostacolista dominicense.

## Biografia
Nel 2019 rappresenta per la prima volta Dominica in una competizione internazionale, i campionati panamericani under 20, dove però non conclude la gara degli 800 metri piani in batteria. Nel 2021 prende parte ai Giochi olimpici di Tokyo grazie agli universality places per i comitati olimpici meno rappresentati ai Giochi; qui è portabandiera per Dominica e non supera le batterie di qualificazione negli 800 metri piani. Lo stesso anno partecipa ai Giochi panamericani juniores, dove raggiunge la quinta posizione nella classifica degli 800 metri piani.
Nel 2022 è chiamato a rappresentare Dominica ai Giochi del Commonwealth di Birmingham, dove però viene squalificato in batteria di qualificazione per invasione di corsia.
Nel 2023 è nuovamente in gara negli 800 metri piani ai Giochi centramericani e caraibici di San Salvador e ai Giochi panamericani di Santiago del Cile, in entrambi i casi concludendo la gara alle fasi di qualificazione.
Nel 2024 si cimenta anche nei 400 metri ostacoli e il 10 febbraio li corre in 51"74, facendo così registrare il nuovo record nazionale dominicense.

## Record nazionali
- 400 metri ostacoli: 51"74 ( Spanish Town, 10 febbraio 2024)

## Progressione

### 200 metri piani
| Stagione | Tempo | Luogo        | Data      | Rank. Mond. |
| -------- | ----- | ------------ | --------- | ----------- |
| 2024     | 21"97 | Kingston     | 4-5-2024  | 4237º       |
| 2023     | 22"19 | Spanish Town | 11-3-2023 | 5737º       |
| 2022     | 22"73 | Spanish Town | 5-2-2022  | –           |

### 400 metri piani
| Stagione | Tempo | Luogo        | Data      | Rank. Mond. |
| -------- | ----- | ------------ | --------- | ----------- |
| 2024     | 46"25 | Kingston     | 8-6-2024  | 342º        |
| 2023     | 46"51 | Miami        | 29-5-2023 | 481º        |
| 2022     | 47"17 | Spanish Town | 19-3-2022 | 889º        |
| 2021     | 49"10 | Kingston     | 20-2-2021 | 3728º       |

### 800 metri piani
| Stagione | Tempo   | Luogo        | Data      | Rank. Mond. |
| -------- | ------- | ------------ | --------- | ----------- |
| 2024     | 1'47"36 | Kingston     | 28-6-2024 | 294º        |
| 2023     | 1'47"62 | San José     | 23-7-2023 | 339º        |
| 2022     | 1'48"22 | Kingston     | 11-6-2022 | 416º        |
| 2021     | 1'49"08 | Kingston     | 1-5-2021  | 575º        |
| 2020     | 1'55"43 | Spanish Town | 8-2-2020  | –           |
| 2019     | 1'56"63 | Baie-Mahault | 18-5-2019 | –           |

### 400 metri ostacoli
| Stagione | Tempo | Luogo        | Data      | Rank. Mond. |
| -------- | ----- | ------------ | --------- | ----------- |
| 2024     | 51"74 | Spanish Town | 10-2-2024 | 483º        |

## Palmarès
| Anno | Manifestazione               | Sede              | Evento      | Risultato   | Prestazione | Note             |
| ---- | ---------------------------- | ----------------- | ----------- | ----------- | ----------- | ---------------- |
| 2019 | Campionati panamericani U20  | San José          | 800 m piani | Batteria    | dnf         |                  |
| 2021 | Giochi olimpici              | Tokyo             | 800 m piani | Batteria    | 1'54"30     |                  |
| 2021 | Giochi panamericani juniores | Cali              | 800 m piani | 5º          | 1'50"79     |                  |
| 2022 | Giochi del Commonwealth      | Birmingham        | 800 m piani | Batteria    | dq          |                  |
| 2023 | Giochi CAC                   | San Salvador      | 800 m piani | Batteria    | 1'49"46     |                  |
| 2023 | Giochi panamericani          | Santiago del Cile | 800 m piani | Batteria    | 1'50"17     |                  |
| 2024 | Giochi olimpici              | Parigi            | 800 m piani | Ripescaggio | 1'46"81     | Record nazionale |